# Никола Србин
Никола Србин (приближно крај 14. века) је српски православни јеромонах, протопсалт (главни црквени појац) и један од познатих композитора српског средњег века, поред кир Стефана Србина, Исаије Србина и кир Јоакимом.
Никола Србин је аутор Херувимске песме, чији је текст на грчком језику. За дела свих наведених композитора карактеристична је подједнака заступљеност текстова на грчком и српском језику, која сведочи о литургијском, језичком, па и музичком јединству српске и византијске музичке традиције.
Саћуване су две његове композиције: Богородичан IV гласа из Осмогласника на српскословенском и Херувимска песма, чији је текст на грчком језику. 
На основу водених знакова Андрија Јаковљевић је антологију манастира Велика Лавра датирао у време пре 1386. године, што Стефана и Николу Србина чини најстаријим српским и јужнословенским композиторима.
Ове композиције такође су биле  забележене и у Београдском псалтиру, рукопису бр. 93, који је изгорео приликом нацистичког бомбардовања Народне библиотеке у Београду 1941. године
Према Димитрију Кономосу, Херувимску химну карактеришу мелодијски обрасци својствени конзервативнијој азматској традицији из XIV века. Она је једноставније линеарне структуре, са  сведенијим мотивима у поређењу с другим композицијама исте врсте у грчким рукописима.